# 松が丘 (船橋市)
松が丘（まつがおか）は、千葉県船橋市の地名。現行行政地名は松が丘一丁目から松が丘五丁目。郵便番号274-0064。

## 地理
船橋市東部に位置する。北で大穴北、北東で古和釜町、東で坪井町・坪井西、南東で習志野台、南で高根台、西で大穴南と隣接する。南東部を駒込川、北西部を木戸川が流れている。

### 地価
住宅地の地価は、2014年（平成26年）1月1日の公示地価によれば、松が丘1-2-2の地点で9万5500円/m2となっている。

## 歴史
松が丘の地は、江戸時代は、小金牧の一部（古和釜村の草銭場）として使用された。
明治時代になると古和釜村の一部となり、一部は耕作地や習志野練兵場として使用されたが、そのほかは未開の樹林地が広がっていた。そのため、古和釜集落の多くの農家では、跡継ぎではない次男三男にその土地が分割されたという。
戦後、新京成線沿線地域として宅地開発が活発に進められ、宅地開発による人口の増加に伴い1973年（昭和48年）3月1日付で「古和釜町」から分離。開発前の当時は一帯が松林であったことから、住居表示の施行により新町名「松が丘」が誕生した。

## 世帯数と人口
2017年（平成29年）11月1日現在の世帯数と人口は以下の通りである。
| 丁目         | 世帯数    | 人口     |
| ------------ | --------- | -------- |
| 松が丘一丁目 | 1,212世帯 | 2,674人  |
| 松が丘二丁目 | 842世帯   | 1,932人  |
| 松が丘三丁目 | 1,458世帯 | 3,234人  |
| 松が丘四丁目 | 1,158世帯 | 2,643人  |
| 松が丘五丁目 | 1,122世帯 | 2,459人  |
| 計           | 5,792世帯 | 12,942人 |

## 小・中学校の学区
市立小・中学校に通う場合、学区は以下の通りとなる。
| 丁目         | 番地 | 小学校                                                                         | 中学校                                                  |
| ------------ | ---- | ------------------------------------------------------------------------------ | ------------------------------------------------------- |
| 松が丘一丁目 | 全域 | 船橋市立古和釜小学校                                                           | 船橋市立古和釜中学校                                    |
| 松が丘二丁目 | 全域 | 船橋市立古和釜小学校                                                           | 船橋市立古和釜中学校                                    |
| 松が丘三丁目 | 全域 | 船橋市立古和釜小学校                                                           | 船橋市立古和釜中学校                                    |
| 松が丘四丁目 | 全域 | 船橋市立坪井小学校 船橋市立高根台第二小学校 船橋市立古和釜小学校 ※どちらか選択 | 船橋市立古和釜中学校 船橋市立高根台中学校 ※どちらか選択 |
| 松が丘五丁目 | 全域 | 船橋市立坪井小学校 船橋市立古和釜小学校 ※どちらか選択                          | 船橋市立古和釜中学校                                    |

## 交通
地内に鉄道は通っていない。最寄駅は京成電鉄松戸線三咲駅・高根公団駅・高根木戸駅・北習志野駅、東葉高速鉄道東葉高速線北習志野駅・船橋日大前駅と様々である。

## 施設
1丁目
- 船橋松が丘郵便局
- マルエツ高根台店

2丁目
- 松が丘緑地
- 旭硝子自治会館

3丁目
- 船橋市立古和釜小学校
- 船橋市立古和釜中学校
- 船橋古和釜郵便局
- 京葉銀行

4丁目
- 原田胃腸科外科（2018年頃閉院）
- 古和釜幼稚園

5丁目
- 雇用促進住宅古和釜宿舎